# Eloeophila persalsa
Eloeophila persalsa là một loài ruồi trong họ Limoniidae. Chúng phân bố ở miền Cổ bắc.